# Eupithecia opistographata
Eupithecia opistographata är en fjärilsart som beskrevs av Karl Dietze. Eupithecia opistographata ingår i släktet Eupithecia och familjen mätare. Inga underarter finns listade i Catalogue of Life.